# هستی نارویی
هستی نارویی از کودکان کشته‌شده در جمعه خونین زاهدان، به دست نیروهای سرکوب‌گر بود. او هفت ساله بود و در روز ۸ مهر ۱۴۰۱ کشته شد. او یک هفته بعد قرار بود که به کلاس اول دبستان برود.

## کشته‌شدن
هستی نارویی به‌همراه مادربزرگ خود به مصلی زاهدان رفته بود و در جریان حمله و شلیک به سمت معترض‌ها توسط نیروهای حکومتی، بر اثر ضربه به سر و استنشاق گازهای سمی اشک‌آور کشته شد.